# V. sjezd Komunistické strany Číny

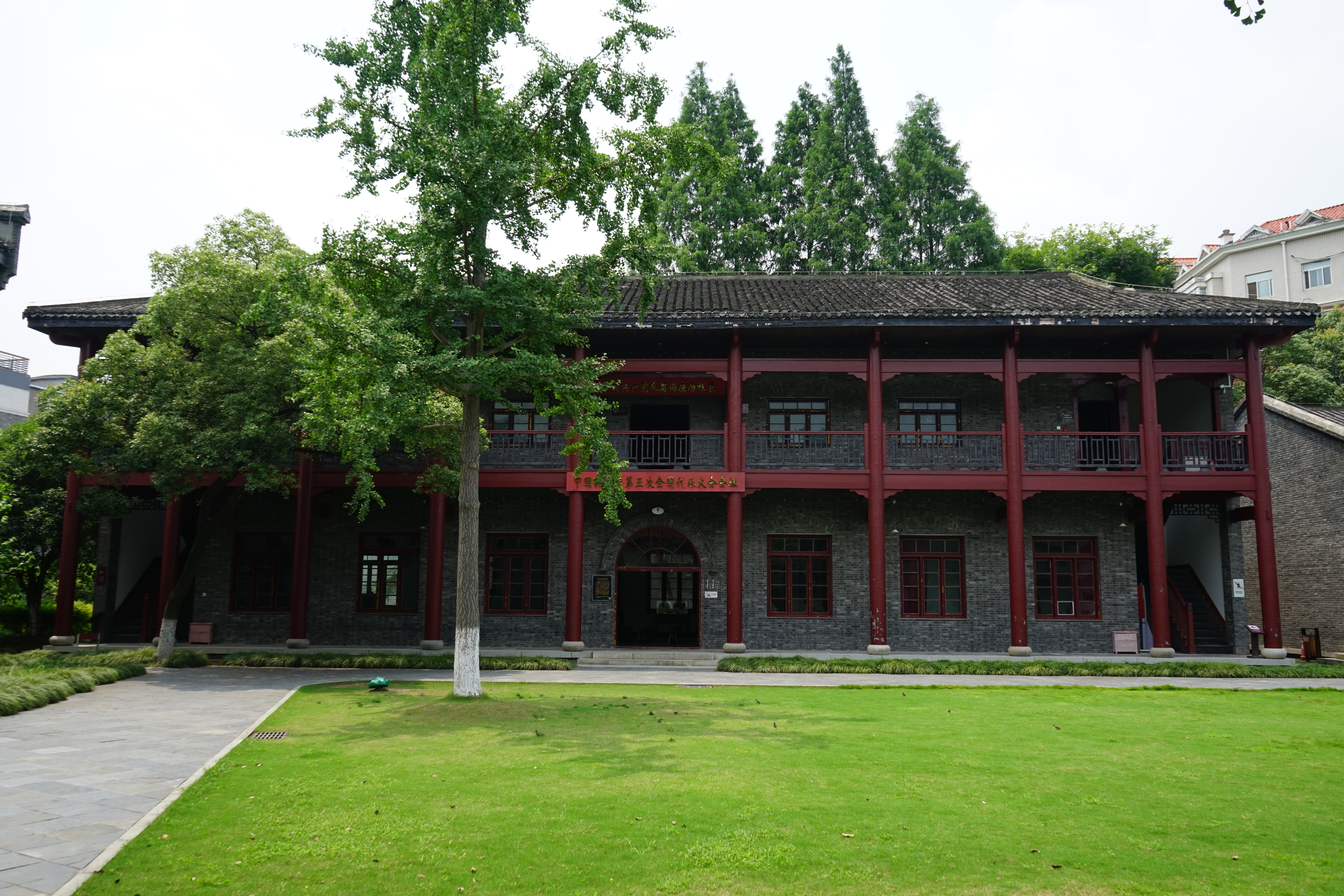
Budova ve Wu-chanu, ve které se konalo zahajující zasedání sjezdu, nyní muzeum sjezdu

V. sjezd Komunistické strany Číny (čínsky pchin-jinem Zhōngguó Gòngchǎndǎng dìwǔcì quánguódàibiǎodàhuì, znaky zjednodušené 中国共产党第五次全国代表大会) proběhl ve Wu-chanu ve dnech 27. dubna – 9. května 1927. Sjezdu se zúčastnilo na 80 delegátů zastupujících 57 967 členů Komunistické strany Číny.
Bezprostředně před sjezdem, od 12. dubna 1927 velitel kuomintangské armády Čankajšek zrušil dohodu o spolupráci s komunisty a naopak je začal vyvražďovat. V té době se většina členů ÚV KS Číny nacházela ve Wu-chanu, aby pomohli tamní vládě, složené z reprezentantů levého křídla Kuomintangu a komunistů. 
Významnou úlohu ve sjezdové debatě sehrál představitel Kominterny indický komunista Mánabendra Náth Ráy. Sjezd přijal strategii strany v duchu rezoluce o čínské otázce 7. rozšířeného zasedání IKKI (výkonného výboru Kominterny) z prosince 1926: zkrizoval postoje Čchen Tu-sioua, označené za pravou úchylku, totiž jeho odmítání vůdčí role proletariátu v revoluci, kterou přenechával buržoazii; nicméně praktická opatření pro nápravu situace předložena nebyla. Sjezd za hlavní aktuální úkol prohlásil provedení agrární revoluce a vytvoření rolnické revoluční moci. 
Celkově politické rozhodnutí sjezdu odrážely přání části čínských i kominternovských komunistů udržet jednotu bloku KS Číny a Kuomintagu, za cenu vzdání se nejvíce radikálních programových požadavků. Podle sjezdové rezoluce tak komunisté chtěli „dosáhnout plné jednoty všech demokratických sil pod vlajkou Kuomintangu. V této etapě revoluce je hlavním úkolem proletariátu upevnění Kuomintangu jako svazu revolučních sil.“
Sjezd zvolil 5. ústřední výbor o 31 členech a 14 kandidátech, generálním tajemníkem výboru byl zvolen Čchen Tu-siou. Ústřední výbor poté k běžnému řízení strany vybral 5. politbyro o osmi členech a dvou kandidátech.